# Vrbenský (jezero)
Jezero Vrbenský je vodní nádrž v okrese Most, která se nachází asi 3 km severozápadně od města Mostu v nadmořské výšce 230 metrů na katastrálním území Souš, které je součástí města Mostu. Leží v jižní části rozsáhlé Kopistské výsypky. Jezero má rozlohu zhruba 8 ha a hloubku až 8 metrů. Plocha má zhruba tvar trojúhelníku, k jehož východní straně přiléhá rozsáhlá travnatá plocha (kromě zalesněného pásu bezprostředně podél jezera). Na západní straně jezera jsou zalesněné plochy a na jihu leží průmyslový areál, silnice I/13 a železniční trať 130, které jezero oddělují od vodní nádrže Matylda. Název jezera je odvozen od zaniklého dolu Vrbenský (původní název Matylda), který byl pojmenován po politikovi Bohuslavu Vrbenském.

## Využití jezera
Jezero vzniklo samovolně v důsledku důlní činnosti poklesem terénu a jeho postupným zaplavením. Dnešní jezero vzniklo spojením tří menších vodních ploch. Jezero nemá žádný přirozený přítok a odtok. Nebylo tedy nikdy vypuštěno a je závislé na vodních srážkách.
Od 1. dubna 2003 jezero funguje jako oficiální rybářská lokalita. Do jezera bylo vysazeno mnoho druhů ryb, např. kapr, sumec, štika, tolstolobik, amur, síh, lín, mník, candát, úhoř, pstruh, jeseter. Jezero proto neslouží k vodním sportům ani ke koupání.
Na březích jezera byla vybudována lovná místa. Rybářský areál patří stejné společnosti jako Autodrom Most.